# Kanheri
De grotten van Kanheri (of Kanheri Caves) is de naam van een verzameling rotsarchitectuur in het noorden van Borivali ten westen van Mumbai, India, diep in het woud van Sanjay Gandhi National Park. Deze monumenten zijn een teken van boeddhistische invloed op de Indiase kunst en cultuur. De naam Kanheri komt voort uit het Sanskritische woord Krishnagiri, dat de kleur zwart betekent.

Kanheri
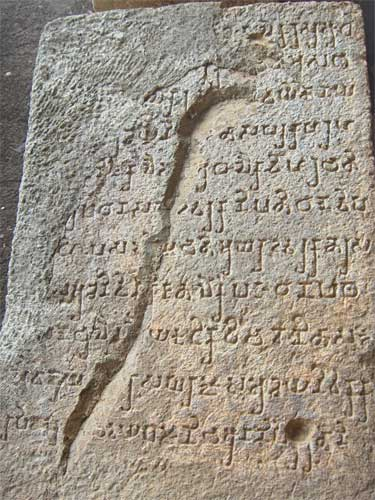
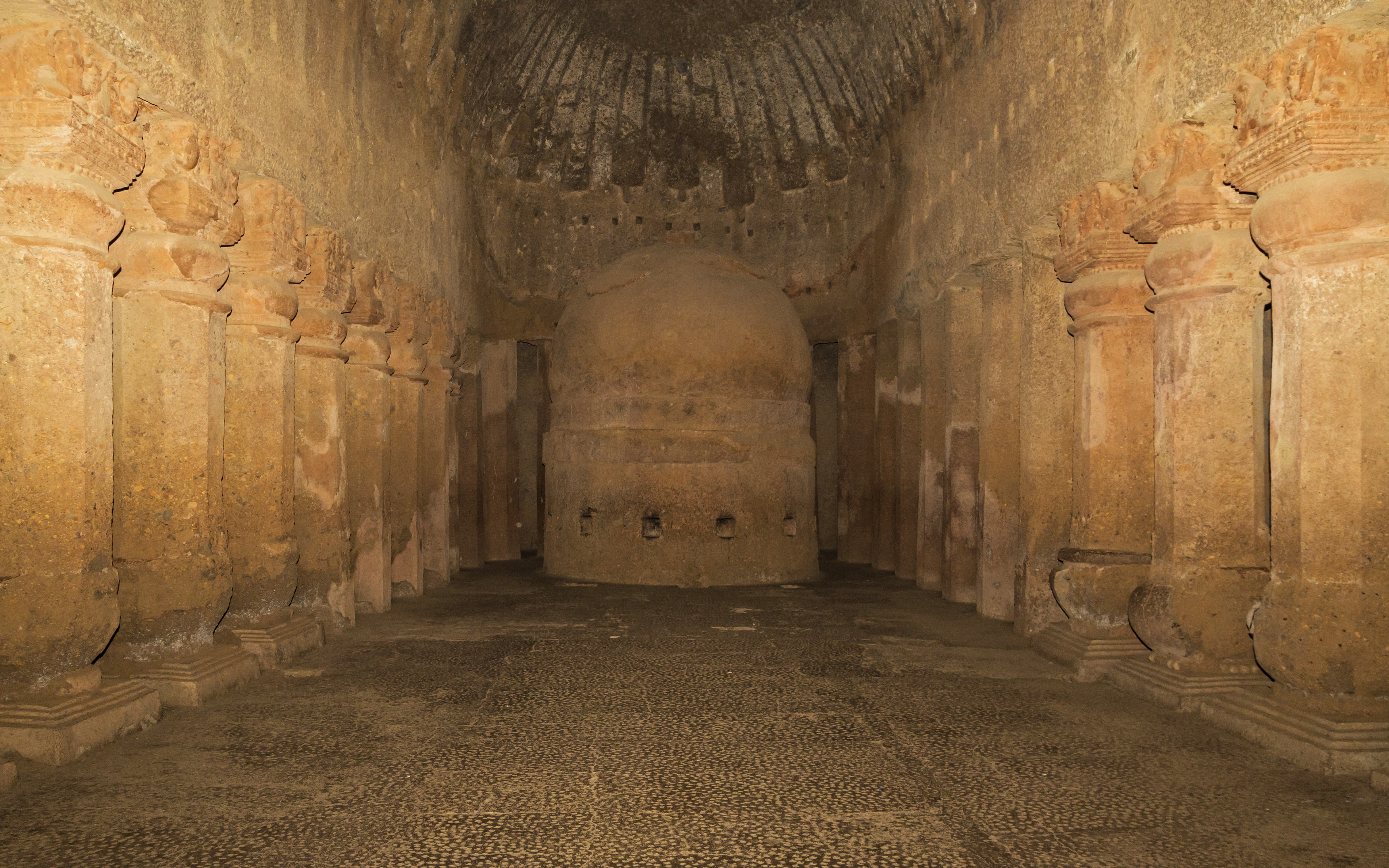
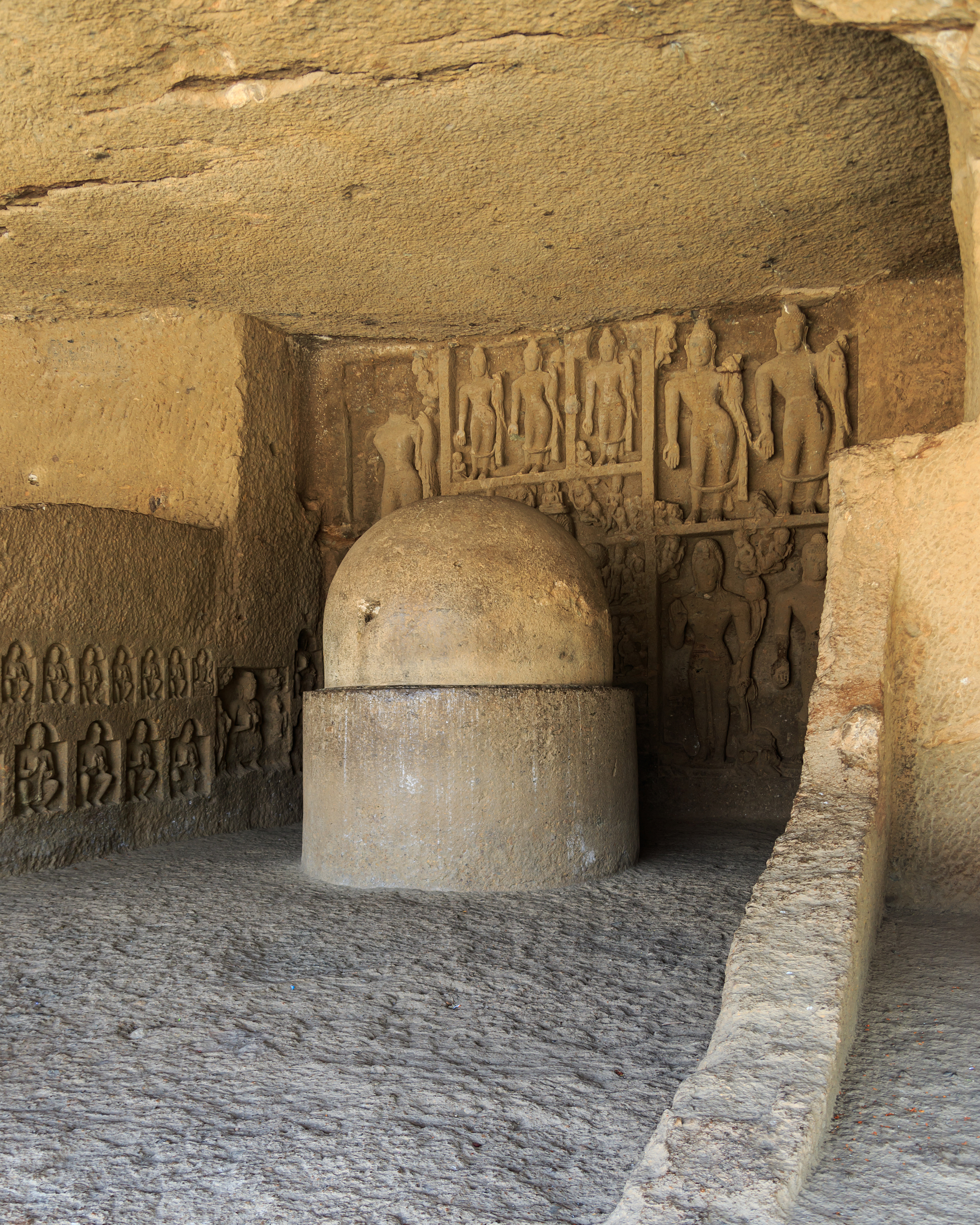
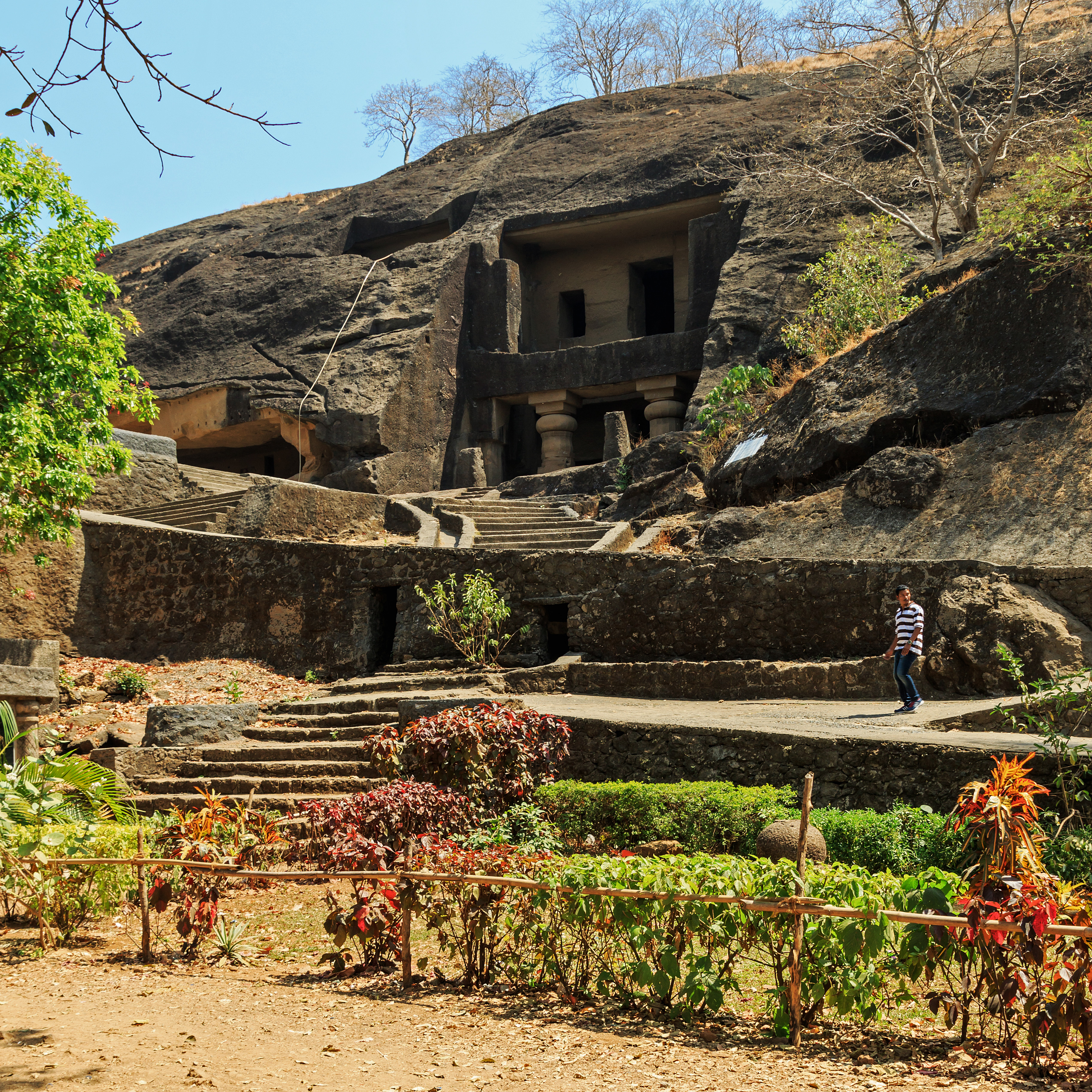
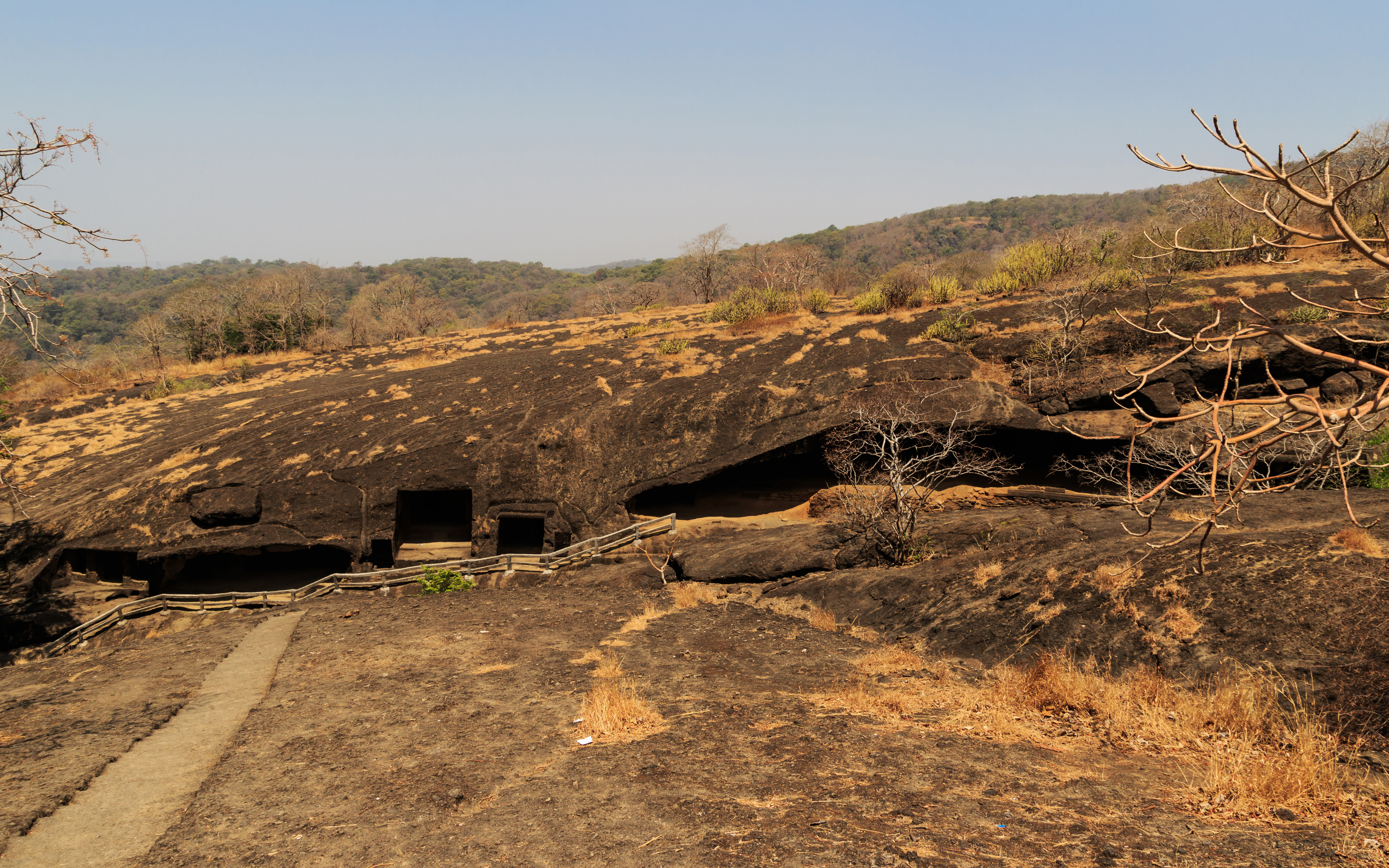
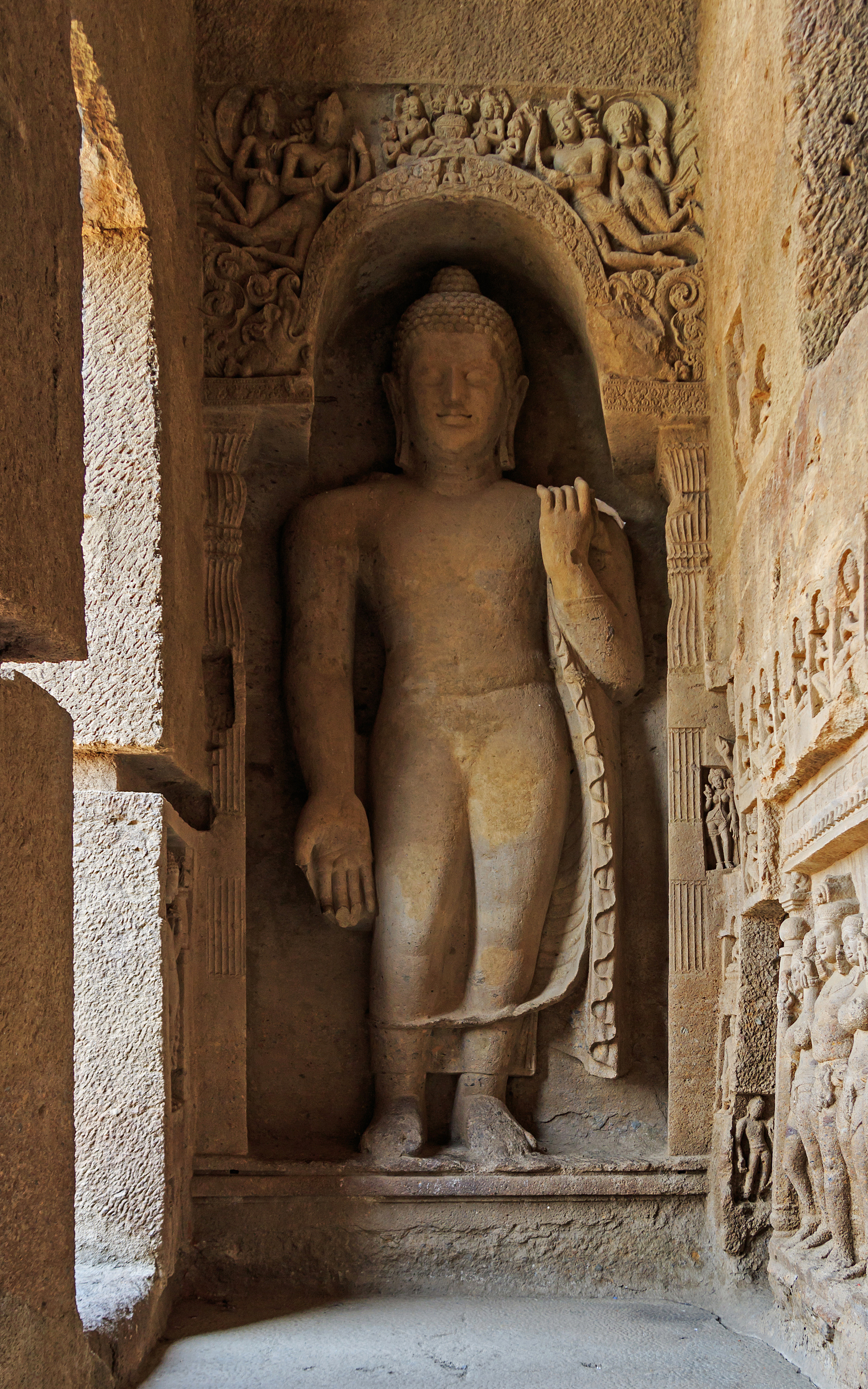